# Jacques Peyrat
Pour les articles homonymes, voir Peyrat.
Jacques Peyrat, né le 18 octobre 1931 à Belfort, est un avocat et homme politique français. Il est député des Alpes-Maritimes de 1986 à 1988 et de 1997 à 1998, maire de Nice de 1995 à 2008, sénateur des Alpes-Maritimes de 1998 à 2008 et président de la communauté d'agglomération Nice-Côte d'Azur de 2002 à 2008.
Jacques Peyrat est issu d'une famille de militaires originaire de l'est de la France. Il s'installe à Nice en 1946 puis mène des études de droit, d'abord à Nice puis à Paris où il fait la connaissance de Jean-Marie Le Pen. Il s'engage avec ce dernier dans la Légion étrangère et participe à la guerre d'Indochine à partir d'avril 1954. Revenu en France, il entame une carrière dans l'immobilier puis devient cadre chez Mobil Oil. Reprenant ses études de droit, il obtient son certificat d'aptitude à la profession d'avocat en 1968. Inscrit au barreau de Nice, il acquiert une certaine réputation en tant qu'avocat pénaliste. En 1977, le cerveau présumé du « casse du siècle » Albert Spaggiari le choisit pour assurer sa défense.
Parallèlement à ses études puis à sa carrière professionnelle, il s'engage en politique dès 1947 d'abord chez les gaullistes, puis après la guerre d'Indochine, au sein de la droite giscardienne. Figurant sur la liste de Jean Médecin aux élections municipales de 1965, il devient conseiller municipal de Nice. En 1973, il rejoint le Front national qui vient d'être créé et s'y impose comme le leader local. Ses scores électoraux sont modestes jusqu'aux élections législatives de 1986 qui le conduisent à l'Assemblée nationale. Il y siège jusqu'en 1988 et intensifie dans le même temps son implantation locale, comme en témoigne sa victoire dans le canton de Nice-14 en 1992-1993. Toutefois, il ne parvient pas à se faire réélire député.
Il quitte le Front national en septembre 1994 et fonde un mouvement local, l'Entente républicaine. Soutenu par Jacques Médecin, il remporte assez largement les élections municipales de 1995 et devient maire de Nice. Il rejoint le RPR en juin 1996 et est élu sous cette étiquette député de la deuxième circonscription des Alpes-Maritimes en 1997 puis sénateur des Alpes-Maritimes en 1998. Conduisant une liste d'union de la droite, il est réélu maire de Nice en 2001. À la tête de la ville, Jacques Peyrat mène une politique d'assainissement des finances municipales, de baisse légère des impôts et réalise la construction de grands équipements comme la ligne 1 du tramway.
Lors des élections municipales de 2008, l'UMP lui refuse l'investiture au profit de Christian Estrosi, lequel devient maire de Nice. Peu après, Jacques Peyrat perd également son poste de sénateur. Toujours président de l'Entente républicaine, s'étant rapproché du Front national, de Nissa Rebela et du RPF, il se présente aux élections municipales de 2014 à Nice, où il est éliminé dès le premier tour. À la suite de cet échec, il annonce sa retraite de la vie politique.

## Biographie

### Origines, études et famille
Jacques Peyrat naît à Belfort le 18 octobre 1931, dans une famille de militaires. Son père, Noël Peyrat, est un officier de l'armée à la réputation austère, et sa mère, Simone née Boisselier, une artiste. Alors enfant durant l'invasion allemande de la Seconde Guerre mondiale, il s'enfuit avec sa mère et sa grand-mère,. À l'âge de quatorze ans, sa mère les quitte, et il vivra avec son père et son frère. En 1946, la famille Peyrat s’installe à Nice. Il est scolarisé au lycée Masséna où l'un de ses professeurs est le futur homme politique Charles Ehrmann.
Il obtient son baccalauréat philosophie en 1948 et entame des études de droit à l'Institut d'études juridiques de Nice puis se rend à Paris, à la Faculté de droit, place du Panthéon, pour effectuer son année de licence. C'est à cette époque qu'il fait la connaissance de Jean-Marie Le Pen, lui aussi étudiant en droit et alors président de la « Corpo », avec lequel il se lie d'amitié,. Il fait ainsi partie en janvier 1953 de l'expédition de secours d'étudiants volontaires, organisée par Le Pen pour porter assistance aux populations sinistrées des inondations qui venaient de frapper les Pays-Bas.
En tant qu'étudiant à Paris, il faisait partie d'une organisation qui soutenait l'Indochine française et s'opposait à l'UNEF. Son engagement était justifié par le fait qu'il jugeait que la France « se délitait » depuis 1936. La défaite de l'armée française en 1940 l'avait marqué alors qu'il était enfant et la Libération s'était selon lui suivie d'un effondrement des mœurs et des valeurs.

### Engagement militaire
En novembre 1953, alors qu'ils viennent tous deux de terminer leur licence, Jacques Peyrat et Jean-Marie Le Pen décident avec un autre de leur camarade, Pierre Petit, de s'engager pour l'Indochine où la guerre fait rage. Ils signent à la caserne de Reuilly de Paris un « contrat à durée indéterminée », lequel était valable pour l'Extrême-Orient et aussi longtemps que le conflit en Indochine se poursuivrait. Ils effectuent d'abord un passage par l'école d'officiers de réserve de Saint-Maixent dans les Deux-Sèvres.  Tous deux choisissent leur affectation au 1er Bataillon étranger de parachutistes stationné au Tonkin, en Indochine. Envoyés d'abord au 3e Bataillon étranger de parachutistes à Sétif (Algérie), ils sont brevetés parachutistes à Philippeville. Après quoi, ils partent avec un renfort de 70 hommes en Indochine, par le Pasteur, pour rejoindre leur affectation.
Puis en avril 1954, Jacques Peyrat devient, avec Jean-Marie Le Pen, sous-lieutenant au 1er bataillon étranger de parachutistes, dont la base arrière se trouvait près de Haïphong, le gros de l'unité étant lui engagé dans la bataille de Diên Biên Phu. Ils participent aux derniers combats de la Guerre en Indochine, avant la cessation des hostilités, en juillet 1954, après la signature des Accords de Genève. Nommés lieutenants, ils sont ensuite tous deux envoyés à Caravelle, un hebdomadaire du service de presse de l'armée destiné aux membres du corps expéditionnaire et basé à Saïgon. Les troupes françaises se retirant sur ordre de Pierre Mendès France, ils sont tous deux démobilisés en octobre 1955 et se quittent sur le port de Marseille.
Lors de la guerre d'Algérie, Jacques Peyrat est démobilisé mais il sera toutefois actif en s'engageant dans l'OAS en tant qu'intermédiaire entre la France et l'Italie. Il indique qu'il « servait de relais » en métropole pour conduire en Italie les personnes recherchées par le Service de documentation extérieure et de contre-espionnage. S'exprimant sur son engagement militaire, il déclara : « nous nous battions (...) pour l'Indochine française. Après je me suis battu pour l'Algérie française, et maintenant je me bats pour la France française. Donc finalement (...) mon combat n'a pas changé. »

### Carrière professionnelle
Après l'Indochine, il est successivement agent immobilier de 1956 à 1958, inspecteur commercial puis attaché de direction au sein de la compagnie pétrolière Mobil Oil à Paris de 1958 à 1966, et promoteur immobilier dans une société qu'il a créée. Il décide par la suite de reprendre ses études de droit et obtient son certificat d'aptitude à la profession d'avocat en 1968,. Il s'inscrit en décembre de la même année au barreau de Nice et devient un avocat pénaliste connu et réputé,,. Peu à peu, il fait figure de notable à Nice ce qui le servira lors de son ascension politique. En 1977, il est choisi par Albert Spaggiari, organisateur du plus gros hold-up du XXe siècle en France (plus de 50 millions de francs dérobés, 29 millions en euros constants), pour être son avocat. Jacques Peyrat le connaissait depuis la guerre d'Indochine où Spaggiari avait lui aussi été parachutiste. Il est présent dans le bureau du juge d'instruction lorsque Spaggiari s'échappe. Par ailleurs, il fait acquitter Dominique Poggi, l'un des chefs présumés du casse. Il reste avocat jusqu'en 2004 ou 2006 selon les sources, puis reprend cette activité le 20 avril 2011 en tant qu'« avocat polyvalent à dominante pénale ».
Peyrat intègre également le monde associatif : en 1961, il fonde le Cercle parachutiste de Nice qu'il anime durant vingt-cinq ans et dont il devient le président, ce qui lui vaut la médaille d'argent de la Jeunesse et des Sports.

### Vie privée
Jacques Peyrat est divorcé et remarié. De son premier mariage, qui a lieu peu après son retour d'Indochine, il a deux enfants (Gilles et Alain). Le 18 janvier 1986, il épouse Monique Mari en secondes noces, laquelle est issue d'une vieille famille de Coaraze dans l'arrière-pays niçois et aussi l'une des grandes familles de la bourgeoisie niçoise,. L'un de ses cousins fut Alexandre Mari, maire de Nice dans les années 1920. Très présente aux côtés de son mari, surnommée parfois « Hillary », elle crée en 1996 l'association Nice Présence qui récolte des fonds au profit des enfants et des personnes âgées en difficulté.

### Parcours politique

#### Débuts
En 1947, âgé de seize ans, il adhère au Rassemblement du peuple français (RPF), tout juste créé par le général de Gaulle. Après l'Indochine, il milite d'abord au Centre national des indépendants et paysans (CNIP) dont il co-fonde en 1961 le centre départemental dans les Alpes-Maritimes, puis plus tard chez les Républicains indépendants (RI) de Valéry Giscard d'Estaing. C'est sous cette première étiquette qu'il se présente lors des élections législatives de 1962 dans la première circonscription des Alpes-Maritimes, où il échoue avec 9,4 % des voix face à l'avocat gaulliste Pierre Pasquini (UNR) (45,2 %) et au communiste Virgile Barel (37,1 %), et se retire du second tour,,. 
Lors des élections municipales de 1965, le maire de Nice sortant, Jean Médecin, le place sur sa liste, probablement pour saluer son engagement en Indochine ainsi que dans la Légion étrangère où lui aussi avait combattu à la fin de la Première Guerre mondiale. La liste de Jean Médecin remporte nettement l'élection avec 53,7 % des voix et la totalité des sièges, face notamment à la liste gaulliste menée par le général Louis Delfino. Jacques Peyrat fait donc son entrée au conseil municipal de Nice et en est alors l'un des plus jeunes de ses membres. Il confiera bien plus tard que Jean Médecin lui a « tout appris de la gestion territoriale et de la ville de Nice », lui a fait connaître le niçois et il l'appellera « mon maître ». En 1966, à la mort de Jean Médecin, il soutient l'élection de Jacques Médecin, le fils du précédent, à la tête de la ville. Celui-ci ne l'intègre pourtant pas à sa liste lors des élections municipales de 1971, préférant la positionner plutôt au centre gauche. Jacques Peyrat rejoint alors la liste de Jacques Toussaint, composée de gaullistes et de Républicains indépendants, qui échoue face à Jacques Médecin. Il perd ainsi son siège de conseiller municipal.

#### Front national

##### Ascension
En 1973, il rejoint le Front national qui venait tout juste d'être créé. Rapidement il en devient le chef de file à Nice et le secrétaire départemental, s'imposant face aux autres cadres locaux : Charles Dufour et Gérard de Gubernatis, lequel est issu d'une vieille famille du comté de Nice et bâtonnier des avocats du barreau de Nice,. La progression du FN est d'abord lente. Lors des élections municipales de 1983, le parti réalise un score d'à peine 2,62 % face à la liste du maire sortant Jacques Médecin (55 % des voix) et à celle du socialiste Max Gallo.
En 1986, alors que les élections législatives se font au scrutin proportionnel par listes départementales, Peyrat mène la liste du Front national dans les Alpes-Maritimes. Celui-ci est alors en pleine ascension après la percée réalisée aux élections européennes de 1984. Le FN obtient 20,88 % des suffrages dans le département (30 % à Nice) et deux députés : Jacques Peyrat et Albert Peyron, responsable du parti à Cannes. Ils siègeront à l'Assemblée nationale jusqu'en 1988 dans le groupe Front national. Peyrat ne parvient en effet pas à se faire réélire lors des élections législatives de 1988 qui se déroulent de nouveau au scrutin majoritaire. Se présentant dans la troisième circonscription des Alpes-Maritimes, il échoue avec 24,69 % des suffrages face à Rudy Salles (UDF), se désistant en sa faveur au second tour,.
Néanmoins, le score réalisé montre le début d'un ancrage important dans la ville. Ainsi lors des élections municipales de 1989, la liste FN qu'il mène parvient à rassembler 18,29 % des suffrages au premier tour et 19,67 % au second, soit 26 974 voix. Le maire sortant Jacques Médecin (46,76 % au second tour) est réélu pour la cinquième fois consécutive malgré sa mise en cause dans des affaires politico-financières. Mais son score est en nette baisse par rapport au précédent scrutin municipal et surtout, à sa droite apparaît une nouvelle force politique qui a su attirer à elle une partie des électeurs médecinistes. Jacques Peyrat retrouve ainsi le conseil municipal, en compagnie de six de ses colistiers. L'atmosphère est plutôt cordiale entre les deux hommes et leur opposition se fait « à fleurets mouchetés ». Le groupe Front national vote d'ailleurs le budget municipal. Plus tard Peyrat affirmera qu'il appréciait Médecin et se qualifiera de « médeciniste ». Leurs relations sont depuis longtemps facilitées par le fait qu'ils sont tous deux des hommes de droite convaincus et des antigaullistes. Lorsque Peyrat sera maire, il renommera le forum Masséna, en plein cœur de Nice, en l'honneur de celui qui fut à la tête de la ville durant vingt-quatre ans.
En 1992, figurant sur la liste FN conduite par Jean-Marie Le Pen en Provence-Alpes-Côte d'Azur, laquelle réalise un score de 27,26 % dans les Alpes-Maritimes, il est élu conseiller régional et le restera jusqu'à sa démission en 1995. Lors de trois élections cantonales partielles successives de 1992 à 1993, il se présente dans le canton de Nice-14 qui est notamment composé des quartiers défavorisés des Moulins et de Saint-Augustin. Il y affronte entre autres la candidate UDF et conseillère municipale Marie-Jeanne Murcia. Celle-ci semble favorite de par son profil, pied-noir dans un canton comprenant beaucoup de rapatriés, et de par les fonctions qu'elle occupe au sein de la politique de logement social de la ville. Lors du troisième et dernier scrutin, en juin 1993, Jacques Peyrat sort néanmoins victorieux avec un score de 57 %. Il semble qu'outre son implantation locale et la progression du FN au niveau national, Jaques Peyrat ait bénéficié des fruits de sa campagne contre les scandales de corruption qui avaient touché Nice ainsi que de l'aide d'une partie des réseaux de l'ancien maire Jacques Médecin, encore vivaces, lequel affichait alors sa proximité et même son soutien au parti de Jean-Marie Le Pen. Jacques Peyrat est alors le seul conseiller général FN dans les Alpes-Maritimes, l'un des trois en France, et l'un des seuls membres de ce parti à avoir été élu au scrutin majoritaire sous cette étiquette. Mais c'est à l'occasion de cette élection cantonale qu'il affiche pour la première fois des velléités d'indépendance vis-à-vis du parti frontiste.
Lors des élections législatives de 1993, Jean-Marie Le Pen, croyant pouvoir gagner, décide de se présenter dans la troisième circonscription des Alpes-Maritimes, obligeant Peyrat à se rabattre sur la plus difficile deuxième circonscription, composée du centre-ville de Nice et de quartiers résidentiels. Il y affronte Christian Estrosi (RPR) et arrive en tête au premier tour avec 31,16 % des voix, avant de s'incliner d'une courte tête au second avec un score de 48,42 %. La campagne intense du PCF et la mobilisation des représentants de la communauté juive contre le candidat FN ne sont pas étrangères à la victoire d'Estrosi,. La même année, les ennuis de santé du maire de Nice Honoré Bailet, qui a succédé à Jacques Médecin, plongent la ville en pleine incertitude. Jacques Peyrat joue sur le registre de la dénonciation de la corruption, de l'abandon de la ville, du chômage et de l'insécurité, tout en bénéficiant de l'appui de Médecin, alors exilé à Punta del Este en Uruguay. Il progresse fortement dans l'opinion et un sondage Sofres réalisé en juin 1993 pour le RPR, indique même qu'il serait en mesure de remporter la mairie en cas d'élections anticipées. Honoré Bailet démissionnant de son poste en octobre, nombreux sont alors ceux qui, dans les rangs de la majorité municipale, prétendent au fauteuil de maire. L'état-major parisien du RPR doit alors trouver un remplaçant afin d'éviter que Jacques Peyrat et le FN ne mettent la main sur la mairie. Ce sera Jean-Paul Baréty, alors sixième adjoint au maire. Peyrat critique alors une décision parisienne, prise sans consultation des Niçois. En mars 1994, C'est Baréty qu'il affronte lors de l'élection législative partielle dans la deuxième circonscription ; l'élection de Christian Estrosi ayant été annulée par le Conseil constitutionnel. Mais encore une fois, il échoue dans sa tentative de conquérir le siège de député avec 43,51 % des voix au second tour.

##### Départ du parti
Imputant cette nouvelle défaite à l'étiquette Front national, qu'il conçoit dorénavant comme un obstacle dans son ascension politique, il prend la décision de quitter le parti frontiste début septembre 1994. À cette occasion il déclare : « Je me retire d'une forme d'action politique qui vient de montrer ses limites. » Dans l'hebdomadaire Minute, il explique : « J'en ai assez que nous jouions les éternels Poulidor, il n’y a pas d’autres solutions pour emporter la mairie de Nice que de mettre son étiquette FN dans sa poche. J’espère que Jean-Marie Le Pen comprendra qu'en proposant aujourd’hui une autre forme d’action politique au niveau local, je ne fais que tracer le chemin qui nous permettra à terme de ne plus être diabolisés. L'efficacité politique doit primer sur tout le reste, ». Lors de la campagne municipale de 1995, il avance que ce sont ses divergences de vues sur la stratégie à adopter par le FN (il était partisan d'un rapprochement avec la droite classique) ainsi qu'une contestation du comportement « d'intolérance et d'ostracisme » affichée selon lui par ce parti, qui l'ont amené à le quitter. Ces critiques qu'il avait émises devant le bureau politique du FN, avaient d'après lui conduit ce dernier à désigner Jean-Pierre Gost, un cadre niçois du parti, pour mener la liste frontiste aux municipales de 1995, avant même donc le départ de Jacques Peyrat.
Malgré son départ, il indique qu'idéologiquement il n'a pas varié. Ainsi dans Nice-Matin, il assure : « je n'ai pas changé d’un iota et je continue de partager l'essentiel des valeurs nationales du parti de Jean-Marie Le Pen », et sur France Info et France Inter, il déclare : « Les électeurs du Front national savent que, au fond de moi, sur le plan des grandes valeurs nationales, ils me trouveront toujours à leurs côtés, je n'ai pas changé ».

#### Conquête de Nice
Après sa démission du Front national, il crée un parti politique local, l'Entente républicaine, sur le modèle du Rassemblement républicain de Jean et Jacques Médecin. Cette structure lui permet de s'affranchir des partis nationaux et de développer sa stratégie « localiste ». Dès lors, débarrassé de l'étiquette Front national, il parvient à rassembler autour de lui des personnalités et notables de la ville, notamment en vue des élections municipales de 1995. Ainsi Gilbert Stellardo, propriétaire de plusieurs hôtels et surtout président de la puissante Chambre de commerce et d'industrie de Nice-Côte d'Azur se rallie à lui. Peyrat le met en deuxième position sur sa liste. Sa présence lui permet notamment de gagner la confiance des professionnels du tourisme, nombreux à Nice. Le reste de la liste est également composé d'un grand nombre de socioprofessionnels à l'expérience politique faible : professeurs d'université, médecins, avocats, commissaires de police, directrices d'écoles, un directeur de la succursale niçoise de la Banque de France, un représentant des patrons de la région, etc.,,, mais aussi d'anciens élus de Jacques Médecin. Il fait également en sorte que les communautés ethniques, culturelles ou religieuses importantes de la ville soient représentées : pied-noire, juive, arménienne, corse.
Alors qu'au même moment se prépare l'élection présidentielle, il assiste aux réunions organisées par les trois candidats de droite : Jacques Chirac, Édouard Balladur et Philippe de Villiers, dans le but d'obtenir l'investiture de leur parti, mais en vain. La même tentative auprès de Jean-Claude Gaudin, alors président UDF de la région Provence-Alpes-Côte d'Azur, rencontre l'opposition des représentants de la communauté juive de Nice, laquelle pèse environ seize mille voix. Il rend par la suite visite à Jacques Médecin, incarcéré depuis novembre 1994 dans une prison près de Grenoble, qui lui apporte son soutien et lui demande de placer sa seconde fille, Anne-Laure, sur sa liste, ce qu'il fera. Peyrat apparaît alors comme le successeur naturel de Médecin, ce qui a son importance dans une ville « orpheline » de son ancien maire. Bien que moins expansif, son style rappelle d'ailleurs celui de ce dernier : autorité affirmée et très forte personnalité,. Il tranche avec celui de son principal adversaire, le maire sortant RPR Jean-Paul Baréty, plus effacé. Celui-ci est secondé par Patrick Stefanini, énarque et haut fonctionnaire, proche de Jacques Chirac, directeur de cabinet du président du RPR Alain Juppé, et dépêché à Nice par les instances nationales du parti. Jacques Peyrat dénonce l'intervention de ce dernier, jugée illégitime, dans les élections municipales : « Laissez les Niçois s'arranger entre eux ». Il mène une campagne de terrain, multiplie les réunions publiques et s'appuie sur les réseaux qu'il a su se constituer à partir des anciens partisans de Médecin. Ses proches contrôlent des comités de quartier dans les zones populaires de la ville et utilisent des petites entreprises d'entretien et de gardiennage travaillant dans les grands immeubles de Nice, afin de faciliter la distribution par leurs militants des documents de campagne du candidat.
En juin 1995, au premier tour, la liste de Jacques Peyrat arrive en tête avec 33,99 % devant celle de Jean-Paul Baréty (26,23 %), la liste socialiste de Paul Cuturello (19,86 %) et celle du Front national de Jean-Pierre Gost (12,51 %), toutes quatre qualifiées pour le second tour. Celui-ci conduit à la nette victoire de Jacques Peyrat avec 58 065 voix soit 42,30 % des suffrages, devant Jean-Paul Baréty (31,82 %). Les listes de gauche et frontiste diminuent en pourcentage par rapport au premier tour, avec respectivement 18,34 % et 7,54 %. La victoire de Jacques Peyrat est fêtée le soir même sur la place Masséna. Faisant allusion à son départ du parti, le responsable du FN Jean-Pierre Gost déclarera : « Jacques Peyrat a privé la France d'une victoire éclatante ».

#### Mairie de Nice

##### Premier mandat
À son arrivée à la tête de la ville, Jacques Peyrat doit faire face à une situation financière difficile qui limite ses marges de manœuvre. La ville est alors la plus endettée de France avec un passif de 2 300 euros par habitant. Avec son premier adjoint chargé des finances, Gilbert Stellardo, ils réduisent les dépenses de la municipalité, dissolvent ou privatisent certaines associations ou sociétés para-municipales mises en place par Jacques Médecin, et profitent de la faiblesse des taux d'intérêt des emprunts. En sept années, la dette de la ville est réduite de moitié et sa capacité d'autofinancement passe de 0 à 91 millions d'euros. Jacques Peyrat revoit à la baisse les taux de fiscalité locale en 1999 et 2000 puis les laisse inchangés jusqu'à la fin de son deuxième mandat,. Si ces taux deviennent inférieurs aux autres villes de taille comparable, en valeur absolue les impôts locaux restent parmi les plus élevés des villes de plus de 50 000 habitants.
En 1996, comme d'autres maires en France, il prend un arrêté, appliqué l'été, qui interdit certaines formes de mendicité qui nuiraient à la tranquillité publique. Ceci conduit à transporter certains sans domicile fixe du centre-ville aux limites de la ville, dans un centre situé sur le mont Chauve. Face à la polémique suscitée, notamment dans les milieux de gauche, il décide de faire voter les Niçois sur cette question dans le cadre d'un référendum local. Organisé en novembre 1996, celui-ci donne lieu à une faible participation (22,7 %) mais 66,3 % des votants se prononcent en faveur de la reconduction de l'arrêté municipal. Finalement à partir de l'été suivant, les sans domicile fixe violant l'arrêté sont emmenés dans un nouveau centre d'accueil installé près du centre-ville.
Par ailleurs, son ralliement au RPR (voir Appartenance politique) l'oblige à mettre de côté son discours localiste. Sa proposition de créer, par scission de la région Provence-Alpes-Côte d'Azur, une région Côte d'Azur transfrontalière centrée sur le Pays niçois, est ainsi abandonnée.

##### Second mandat

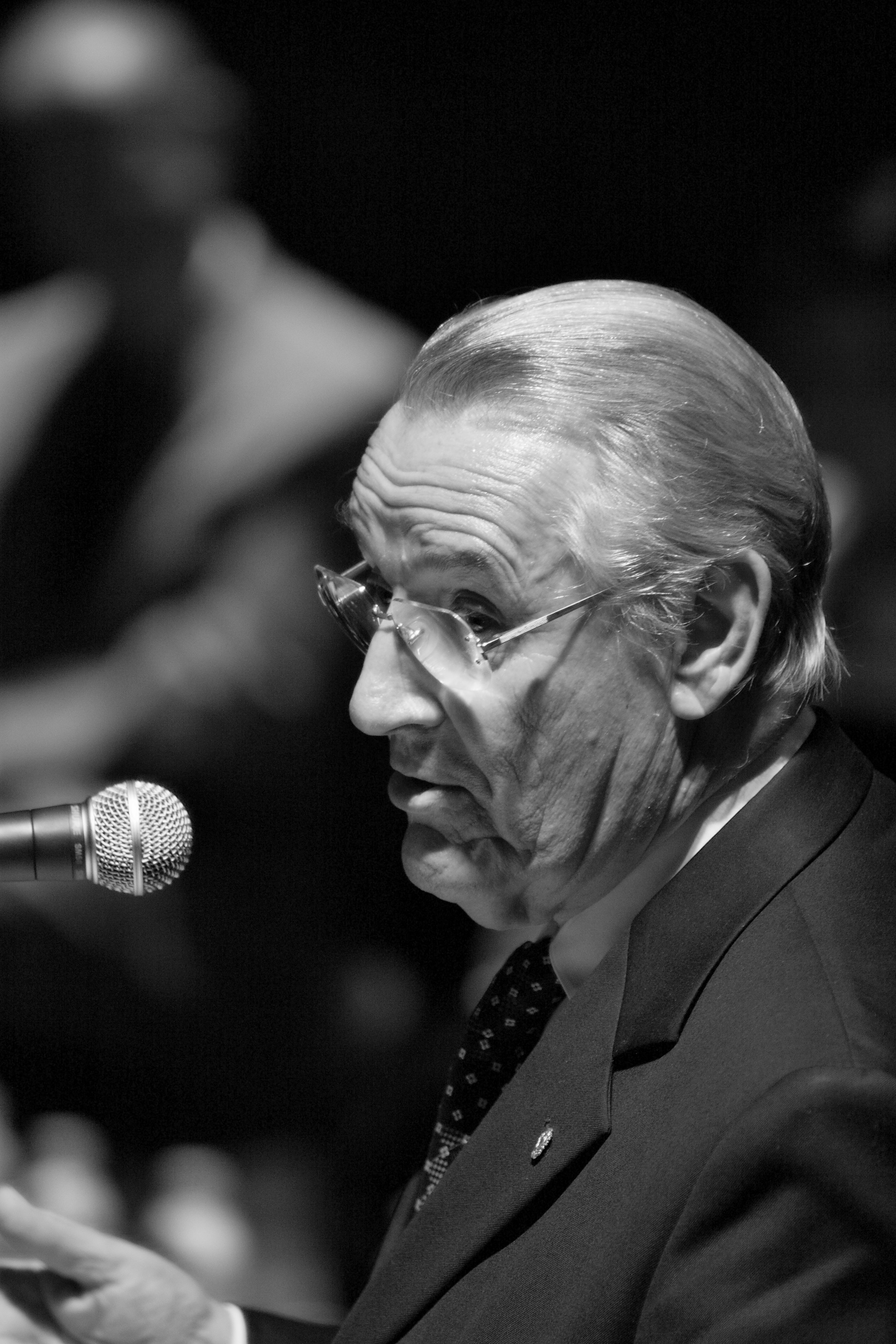
Jacques Peyrat en 2006.

En 2001, à la tête d'une liste d'union de la droite (RPR-UDF-DL-MPF), il est réélu de peu (44,48 % des voix) dans une triangulaire l'opposant au socialiste Patrick Mottard (41,31 %) et à la frontiste Marie-France Stirbois (14,20 %). Durant ses deux mandats il impulse une politique de grands travaux au sein de la commune : rénovation de la place Masséna, création d'une grande salle de concert, le Palais Nikaia, de la bibliothèque municipale à vocation régionale Louis-Nucéra, sécurisation du Vieux-Nice, mise en place de la ligne 1 du tramway de Nice, doublement de la voie Mathis, finition de la pénétrante du Paillon… mais n'arrivera jamais à trouver une solution pour un nouveau stade à Nice (échecs des projets du Ray en 2003, du site Saint-Isidore en 2006).
Sa gestion des finances de la ville est saluée par la presse lors de son second mandat. Ainsi en décembre 2004, dans le journal Les Échos, Nice figure parmi les « sept bons élèves de France en finances publiques », et Nice-Matin titre « Nice parmi les villes les mieux gérées ». En 2008, le magazine Challenges la classe au 10e rang des « collectivités les mieux gérées » sur 870 avec la mention bien.
Ce second mandat sera entaché de quelques affaires de corruption qui touchent certains membres de son équipe municipale, notamment au sujet du stade du Ray (condamnation de son directeur général des services Michel Vialatte, implications de certains élus de la majorité municipale) et d'un marché truqué sur l'appel d'offre du tramway (mise en cause d'un conseiller municipal de la majorité).
En 2002, est créée la Communauté d'agglomération Nice-Côte d'Azur (CANCA), dont il prend la présidence jusqu'à sa défaite aux municipales de 2008. Il refusera l'accès aux élus de l'opposition municipale à cette assemblée, réservant le contingent niçois aux membres de sa liste, comme la loi l'y autorise. Pour le fonctionnement de cette communauté d'agglomération, il mène une politique de modération fiscale, affirmant : « Je ne veux pas de nouvel impôt. »

##### Appartenance politique
Durant la campagne municipale de 1995, Jacques Peyrat annonce que s'il est élu, il rejoindra l'un des partis de la droite républicaine, mais il hésite entre le RPR et l'UDF. Il ne lui est en effet pas possible de rester indépendant, ne disposant pas de réseaux aussi puissants que ceux de Jacques Médecin en son temps par exemple, et étant dans une ville endettée qui a besoin de l'aide financière de l'État.
Après son élection à la mairie, de nombreux cadres du RPR, comme Bernard Pons ou le président du conseil général des Alpes-Maritimes Charles Ginésy, militent pour son intégration au sein de leur parti, pour des raisons essentiellement électorales. Jacques Chirac y est lui aussi favorable. Des négociations s'engagent alors entre Peyrat et le président du RPR Alain Juppé. Elles aboutissent en juin 1996 : Jacques Peyrat rejoint le RPR, s'engageant à normaliser son discours, en échange d'une aide financière pour la ville de Nice et du départ de Patrick Stefanini de la vie politique niçoise. Selon ses dires, il aurait aussi demandé à Alain Juppé, alors Premier ministre, de donner à Nice le statut de capitale régionale. Devant le refus de celui-ci, il aurait alors fait la requête que des quartiers de l'est de la ville - notamment celui de l'Ariane - soient qualifiés en zones urbaines sensibles et pour certains en zone de redynamisation urbaine et en zone franche urbaine, ce qui fut accepté. Par ailleurs, alors qu'Alain Juppé lui avait demandé de prendre clairement ses distances avec le Front national, Peyrat s'y refuse, déclarant « ne pas regretter d'y avoir appartenu » et que « ce n'est pas parce qu'[il] rentre au RPR qu'[il va] devenir godillot ». Pour autant, il n'est pas totalement maître dans sa ville et doit dorénavant composer avec l'état-major parisien, notamment pour placer ses candidats dans les élections locales.
Dans un entretien publié le 11 janvier 2007 dans le quotidien Nice-Matin, Jacques Peyrat s'exprime sur la position qui serait la sienne en cas de second tour opposant Ségolène Royal à Jean-Marie Le Pen. Dans ce cas de figure, il voterait pour ce dernier, expliquant « je ne voterai jamais socialiste » et « je ne vais tout de même pas cracher sur ceux qui appartiennent de près ou de loin à ma famille ». Cette déclaration lui vaut alors de vives réactions de la part de l'opposition locale, qui, tel Patrick Mottard, réclame une réaction officielle de l'UMP.

##### Défaite en 2008
À l'automne 2007, il annonce qu'il est candidat à sa propre succession à la mairie de Nice, pour un troisième mandat, alors que l'UMP a officiellement investi Christian Estrosi, à l'époque secrétaire d'État à l'Outre-mer dans le gouvernement Fillon II et président du conseil général des Alpes-Maritimes. Jacques Peyrat estime que celui-ci l'a « trahi » puisqu'il lui aurait promis quelques mois plus tôt de ne pas se présenter et de soutenir sa réélection. Le président de la République Nicolas Sarkozy demande alors à Jacques Peyrat de se retirer et lui aurait proposé d'être la tête de liste aux élections sénatoriales de 2008 dans les Alpes-Maritimes et de prétendre à la présidence d'une commission au Sénat comme celle de commission des affaires étrangères, de la défense et des forces armées dont il fait alors partie.
La campagne est très heurtée, Christian Estrosi est alors critiqué pour l'affaire des 138 000 euros qu'il a dépensés à l'occasion de son déplacement ministériel à New York en utilisant un Falcon 900 au lieu d'un avion de ligne classique. Jacques Peyrat met en avant, face à son adversaire, son bilan positif de treize années de mandat. Pour s'être maintenu comme candidat à la mairie de Nice, il est suspendu de l'UMP le 9 janvier 2008. À l'issue du premier tour, Jacques Peyrat se classe deuxième, sa liste réalisant un score de 23,14 % contre 35,8 % pour le candidat de l'UMP. Cela provoque une triangulaire puisque le socialiste Patrick Allemand se maintient avec un score de 22,3 %. Au second tour, la liste du maire sortant est battue et avec 25,5 % des voix arrive en troisième position de ce scrutin remporté par Christian Estrosi qui totalise 41,33 % des suffrages.
Après l'annonce des résultats, il se déclare peiné de cette défaite, mais il ne regrette rien (« la vie continue »). Son bilan est présenté comme bon, avec un désendettement record, un tramway tant attendu, et l'achèvement du chantier de la voie rapide Mathis. Lors de la même soirée, il indique : « je remettrai virtuellement les clés de la ville à un nouveau maire pour lequel je n’ai aucune estime ». Sa liste obtient néanmoins neuf sièges au conseil municipal.

#### Dernières candidatures
En 1997, avec 70,63 % des voix au second tour face au candidat FN, il est élu député RPR de la deuxième circonscription des Alpes-Maritimes, celle traditionnellement « réservée » au maire. Le 27 septembre 1998, avec 825 voix sur 1661 au second tour, il est élu sénateur RPR puis UMP des Alpes-Maritimes, poste qu'il occupera jusqu'en 2008, année où il ne se représente pas. En conséquence, il démissionne de son mandat de député et son adjointe Jacqueline Mathieu-Obadia le remplace après une élection partielle.
Il a été membre du Conseil supérieur de la réserve militaire.
Élu conseiller municipal d'opposition de Nice en 2008, il démissionne du conseil municipal peu de temps après. Quelques mois plus tard, six de ses colistiers qui ont été élus rejoignent la majorité municipale. Jacques Peyrat semble alors se retirer de la vie politique, énonçant même le souhait de reprendre son métier d'avocat, ce qu'il fera d'ailleurs en 2011.
Néanmoins, en juin 2010, il annonce qu'il sera candidat sous les couleurs de l'Entente républicaine aux élections cantonales de mars 2011, dans le canton de Nice-14, où il avait été élu en 1992. À cette occasion, il s'allie avec Nissa Rebela, le Front national et le Rassemblement pour la France. Il recueille 21,35 % des voix et ne parvient pas à accéder au second tour, qui voit la victoire de Dominique Estrosi Sassone (UMP). Il attribue cette défaite à une « machination » qui a conduit à « un détournement des voix du FN » au moyen de la candidature d'un dissident du Front national, Max Baeza, « propulsée […] par le clan Estrosi ». Le matériel de vote de ce dernier y faisait en effet apparaître son ancienne fonction de secrétaire départemental du Front national en gros caractères, ce qui a, selon Jacques Peyrat, créé une confusion chez les électeurs frontistes. En conséquence, ce dernier dépose un recours en annulation auprès du tribunal administratif de Nice. L'élection est annulée le 26 septembre 2011 malgré l'avis contraire du rapporteur public. L'UMP fait appel de cette décision devant le Conseil d'État, qui n'annule pas l'élection de Dominique Estrosi-Sassone.
Au cours des « journées d'été de Marine Le Pen » à Nice le 11 septembre 2011, Jacques Peyrat est présent au premier rang et aux côtés de Jean-Marie Le Pen, lors du discours de la présidente du Front national. Le 14 octobre 2011, il apporte son soutien à cette dernière pour l'élection présidentielle de 2012 mais ne donne pas de consigne de vote. Le même jour, il annonce qu'il se présentera aux élections municipales en 2014 en s'appuyant sur une « plateforme » rassemblant l'Entente républicaine, le Front national, Nissa Rebela et d'autres forces de droite comme le RPF. Il évoque également une possible candidature aux élections législatives de 2012 dans la première circonscription des Alpes-Maritimes. En janvier 2012, lors de ses vœux à la presse, il confirme cette candidature. Le Front national, Nissa Rebela, et le RPF lui apportent leur soutien. Il termine troisième de cette élection avec 16,16 % des suffrages derrière le député UMP sortant Éric Ciotti (43,89 %) et le socialiste Patrick Allemand (28,68 %), et ne se qualifie donc pas pour le second tour.
En juin 2012, il est poursuivi par le procureur de la République de Nice dans une affaire d'emplois fictifs à la suite d'une enquête préliminaire déclenchée par la transmission d'un dossier par Christian Estrosi qui assure avoir constaté des « irrégularités » dans la gestion de son prédécesseur. Il est soupçonné d'avoir « détourné des fonds émanant du budget communal » entre 2001 et 2008 afin de rémunérer deux personnes. Le 25 juillet 2012, Jacques Peyrat est relaxé par le tribunal correctionnel de Nice. À l'issue du jugement, il soutient qu'« il est évident que c'était un traquenard politique. Les élections municipales sont proches ». Le ministère public fait appel de la décision, de même que la mairie de Nice qui interjette l'appel,. Le 15 janvier 2013, la cour d'appel d'Aix-en-Provence confirme la relaxe de Jacques Peyrat, qui déclare à cette occasion : « Nous étions dans un procès politique. Dans le dossier il n'y avait rien. Absolument rien. » Les deux personnes qui ont été soupçonnées d'occuper un emploi fictif sont également relaxées.
En janvier 2013, il annonce qu'il sera candidat aux élections municipales de 2014 à Nice « soit tout seul, soit avec d'autres puisque j'appelle à un rassemblement à mes côtés ». Le 30 octobre 2013, le conseiller général DVD Jean Icart (également conseiller municipal de Nice, élu sur la liste de Christian Estrosi) et lui annoncent qu'ils feront liste commune,. À l'issue du premier tour, Jacques Peyrat recueille 3,69 % des suffrages.
Lors des élections municipales de 2020 à Nice, il est présent sur la liste de Philippe Vardon (RN, ex-FN), en dernière position.
Dans le cadre de l'élection présidentielle de 2022, Éric Zemmour l'annonce à tort comme présent à sa réunion publique à Cannes le 22 janvier 2022,. Jacques Peyrat se rend en revanche le 11 février 2022 à la réunion publique de Marine Le Pen à Vallauris. Cette dernière souligne à cette occasion le « soutien indéfectible » de l'ancien maire de Nice à son égard.

## Détail des mandats et fonctions

### Au Parlement
- 2 avril 1986 - 14 mai 1988 : député pour les Alpes-Maritimes
  - Juge titulaire à la Haute Cour de justice (1987-1988)[2]
- 12 juin 1997 - 27 septembre 1998 : député pour la 2e circonscription des Alpes-Maritimes
- 2 octobre 1998 - 30 septembre 2008 : sénateur pour les Alpes-Maritimes

### Au niveau local
Conseil municipal :
- mars 1965 - 14 mars 1971 : conseiller municipal de Nice
- 20 mars 1989 - 18 juin 1995 : conseiller municipal de Nice
- 25 juin 1995[104] - 18 mars 2001 : maire de Nice
- mars 2001 - 20 mars 2008[104] : maire de Nice

Conseil communautaire :
- janvier 2002 - avril 2008 : président de la communauté d'agglomération Nice Côte d'Azur

Conseil général :
- 30 mars 1992 - 22 mars 1998 : conseiller général des Alpes-Maritimes (canton de Nice-14)

Conseil régional :
- 23 mars 1992 - 1995 : conseiller régional de Provence-Alpes-Côte d'Azur